# 東京女学館小学校
東京女学館小学校（とうきょうじょがくかんしょうがっこう）は、東京都渋谷区広尾にある私立の小学校（女子校）である。

## 沿革
- 1886年（明治19年） - 女子教育奨励会創立委員会結成
- 1888年（明治21年） - 東京女学館創立
- 1929年（昭和4年） - 東京女学館小学科開校
- 1930年（昭和5年） - 東京女学館小学部と改称
- 1948年（昭和23年） - 東京女学館小学校と改称

## 主な出身者
- 郡愛子 - オペラ歌手
- 南美希子 - フリーアナウンサー・タレント、元テレビ朝日アナウンサー
- 夏目雅子 - 女優
- 寺田理恵子 - 元フジテレビアナウンサー
- 久世星佳 - 元宝塚歌劇団月組男役トップスター。
- 高木希世子 - 元キャスター
- SILVA - 歌手
- 田中玲美 - Gyao専属アナウンサー
- 河原れん - 作家、脚本家
- 山口いづみ - 女優
- 阿比留愛 - 元タレント
- あびる優 - タレント
- 夏鳳しおり - 元宝塚歌劇団月組娘役
- 笹るみ子 - 元女優
- 高咲里音 - 女優

## 制服
- 冬服 紺色の襟・クリームホワイト地の長袖のセーラー服。赤いシルクのスカーフ（リボン）。紺の帽子。
- 中間服
- 夏服 紺色の襟・白地の半袖のセーラー服。赤いシルクのスカーフ（リボン）。（夏、多くの生徒は準制服を着用する。）
- 準制服　白い襟・水色のワンピース。白の帽子。
- セーターは自己管理。
- タイツは教員に許可を取れば着用可